# Мала кория
 Тази статия е за вилната зона в София, България.  За местността в Самоков вижте Черният кос.  
„Мала кория“ е местност и квартал на град София, България, разположен в район „Витоша“, на 9,3 километра югозападно от центъра на града.
Разположен е северозападно от железопътната линия София – Перник и граничи с квартал „Княжево“ на юг, а в другите посоки е ограден от невключени в квартали части на планината Люлин.